# Константинов, Александр Семёнович
Александр Семёнович Константинов (3 [16] февраля 1913, Мытищи, Российская империя — 2 сентября 1996, Москва, Россия) — советский конструктор-оружейник, ведущий конструктор ковровских оружейных предприятий. Разработчик многих образцов автоматов, ручных пулемётов, снайперских винтовок, и других видов вооружения. Многолетний соперник М. Т. Калашникова.

## Биография
Родился 16 февраля 1913 года в Мытищах Московской губернии в многодетной семье. Вскоре семья переехала в г. Ковров. Отец Семён Иванович Константинов работал мастеровым службы тяги железной дороги, мать Секлетея Васильевна вела большое хозяйство.
По окончании школы-семилетки Александр Константинов пошёл учиться в школу ФЗУ (ныне профессиональное училище № 1) при инструментальном заводе № 2 (ОАО «Завод им. В. А. Дегтярёва»), и в 1931 году начал работать на заводе токарем инструментального отдела. Два года спустя в резьбовой мастерской получил 6-й разряд.

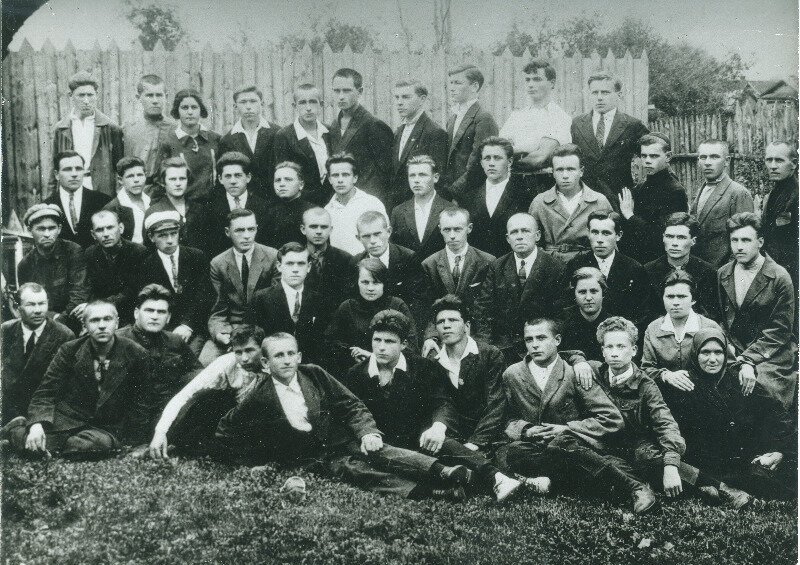
Ковров, 1931 год. Выпускная группа школы ФЗУ при пулемётном заводе (ныне Завод им. Дегтярёва). А. С. Константинов во втором ряду сверху пятый справа.

С 1936 по 1938 год служил в Военно-воздушных силах РККА стрелком-наблюдателем. Важнейшую роль в становлении будущего конструктора сыграло знакомство А. С. Константинова с работником Ковровского завода, проходившего службу в той же части, конструктором Г. С. Гараниным. Вместе они занялись усовершенствованием авиационного вооружения и разработали устройство перезарядки крыльевых пулемётов.
После демобилизации Константинову была предложена работа в конструкторском бюро завода имени К. О. Киркижа (ныне Завод им. Дегтярёва), которым в то время руководил Василий Алексеевич Дегтярёв. На этом заводе А. С. Константинов работал в группе конструктора Георгия Семёновича Шпагина, занимавшегося в то время разработкой пистолета-пулемёта ППШ. Александр Константинов принял активное участие в создании этого оружия, разработав техническую документацию и участвуя в проведении его испытаний.

Первый ППШ, — вспоминает соратник Шпагина, ветеран труда Александр Семёнович Константинов, — появился за полгода до начала войны. Чем больше ППШ отправлялось на фронт, тем больше слов благодарности мы оттуда получали. Они были для нас дороже всяких других похвал. Только однажды к нам пришло необычное письмо. «Всем хорош ППШ, — писал солдат-фронтовик, — вот только в рукопашном бою слаб. Приклад при ударе разлетается пополам». Солдатское пожелание сделать его крепче было учтено.
— Советская Россия, 30.04.1987 г..
В 1943 году по приглашению Шпагина А. С. Константинов перевёлся в город Вятские Поляны Кировской области на оружейный завод № 367, эвакуированный после начала Великой Отечественной войны из подмосковного Загорска. На этом предприятии Шпагин стал главным конструктором, а Константинов — начальником конструкторского бюро.
В 1949 году Константинов вернулся в Ковров, где был зачислен в ОКБ-2. Там он активно участвовал в конкурсах по созданию новых конструкций стрелкового оружия — автоматов, карабинов, пулемётов и снайперской винтовки.
Одной из первых самостоятельных разработок А. С. Константинова стал унифицированный автомат-карабин под 7,62х39 «промежуточный» патрон образца 1943 года. Это оружие объединяло в себе функции автомата и самозарядного карабина. Несколько позже Константиновым были представлены ещё две новые модели автоматов-карабинов.
Однако в 1955 году по решению Министерства обороны разработка автоматов-карабинов была свёрнута. Все конструкторские коллективы переориентировались на создание унифицированного комплекса облегчённого оружия, использующего патрон образца 1943 г.
В 1956 году на Щуровском научно-исследовательском полигоне были проведены сравнительные испытания опытных образцов 7,62-мм автоматов разработки М. Т. Калашникова, Г. А. Коробова и А. С. Константинова. По результатам испытаний комиссия выявила ряд недостатков, рекомендовав доработать образцы и повторно представить их на полигонные испытания.
В 1957—1958 годах в чрезвычайно жёстких условиях полигонных испытаний были проведены конкурсы среди комплексов лёгкого стрелкового оружия, состоящих из автомата и ручного пулемёта, разработанных Калашниковым, Константиновым и Коробовым. Победителем конкурса стал М. Т. Калашников. Главным аргументом комиссии стала более высокая надёжность его модернизированного автомата.
В заключении экспертов было сказано:

Системы Константинова имеют преимущества перед остальными образцами по степени унификации деталей; кроме того, автоматы — по надёжности работы в различных условиях эксплуатации, а пулемёты — по весовым характеристикам. Вместе с тем системы Константинова уступают другим образцам по остальным боевым и эксплуатационным характеристикам и имеют ряд серьёзных недостатков, обусловленных конструктивными особенностями, устранение которых возможно только при коренной переделке образцов.
— Журнал «КАЛАШНИКОВ. Оружие, боеприпасы, снаряжение» .
Сам М. Т. Калашников позже писал:

В конкурс по проектированию и созданию новых образцов включилось немало конструкторов. Главными же моими конкурентами стали Г. А. Коробов, А. С. Константинов, самобытнейшие, с оригинальными подходами к конструированию разработчики систем.
<…>
На полигонных испытаниях, когда чаша весов колебалась, чьему образцу отдать предпочтение, поскольку по всем параметрам мы шли, не уступая друг другу, одним из решающих факторов стало превосходство нашего автомата по надёжности действия в любых условиях эксплуатации.
<…>
Интересные образцы на сравнительные испытания представил конструктор А. С. Константинов. Как и Г. А. Коробов, Александр Семёнович дошёл до финальной части конкурса. Мы с ним дружны с давних лет. Не раз встречались и на полигоне, и в городе, где он трудится в конструкторском бюро, и у меня дома, когда он приезжал на наш завод в командировку.
При проектировании конструкций Александра Семёновича всегда отличали оригинальные подходы.
<…>
В чём они заключались? В том, что Константинов смело применил в конструкции прогрессивные материалы и методы изготовления командных узлов и деталей.
— Калашников М.Т. Записки конструктора-оружейника. — М.: Воениздат, 1992 .
Кроме создания новых образцов автоматов, А. С. Константинов занимался и разработкой высокоточного снайперского оружия. Александр Семёнович был главным соперником Е. Ф. Драгунова в конкурсе на разработку 7,62-мм снайперской самозарядной винтовки в конце 1950-х — начале 1960-х годов . По результатам итогового конкурса для серийного изготовления была рекомендована винтовка Драгунова.
Некоторое время Константинов участвовал в разработке наземного оборудования, предназначенного для ракетно-космических комплексов. В 1966 году, желая продолжить разработки стрелкового оружия, он перевёлся в конструкторское бюро Ковровского механического завода, где стал главным конструктором проекта автомата калибра 5,45 мм. Разработанный А. С. Константиновым и С. И. Кокшаровым 5,45-миллиметровый автомат со сбалансированной автоматикой СА-006 после нескольких этапов конкурсного отбора остался единственным конкурентом нового 5,45-мм автомата М. Т. Калашникова. Испытания, начавшиеся в 1968 году, растянулись почти на пять лет. Кучность боя из неустойчивых положений у СА-006 была лучше, чем у автомата Калашникова. Однако за счёт меньшей массы и усилия перезаряжания, а также лучшей технологичности (трудоёмкости изготовления) разработка Калашникова оказалась впереди. В 1974 году автомат Калашникова был принят на вооружение под наименованием АК-74.
В том же году Константинов в последний раз соперничал с Калашниковым, активно участвуя в создании 5,45-миллиметрового малогабаритного автомата АЕК-958 под шифром «Модерн». Но и здесь А. С. Константинова ждала неудача: на вооружение был принят укороченный 5,45-миллиметровый автомат Калашникова, получивший обозначение АКС-74У.
Помимо перечисленного, А. С. Константинов много работал над внедрением лазеров, насосов, теплообменников и другой продукции.
Умер в Москве 2 сентября 1996 года. Похоронен вместе с женой Зинаидой Терентьевной на Калитниковском кладбище.

## Цитаты
Наши соперники — известные конструкторы С. Г. Симонов и А. С. Константинов, выглядели по сравнению с нами не в пример лучше. Особенно хорошо работала винтовка Константинова, и сделана она была весьма оригинально. В общем, Александру Семёновичу (Константинову) творческой выдумки было не занимать. А что касается автоматики, то она у них работала отлично (особенно у А. С. Константинова).

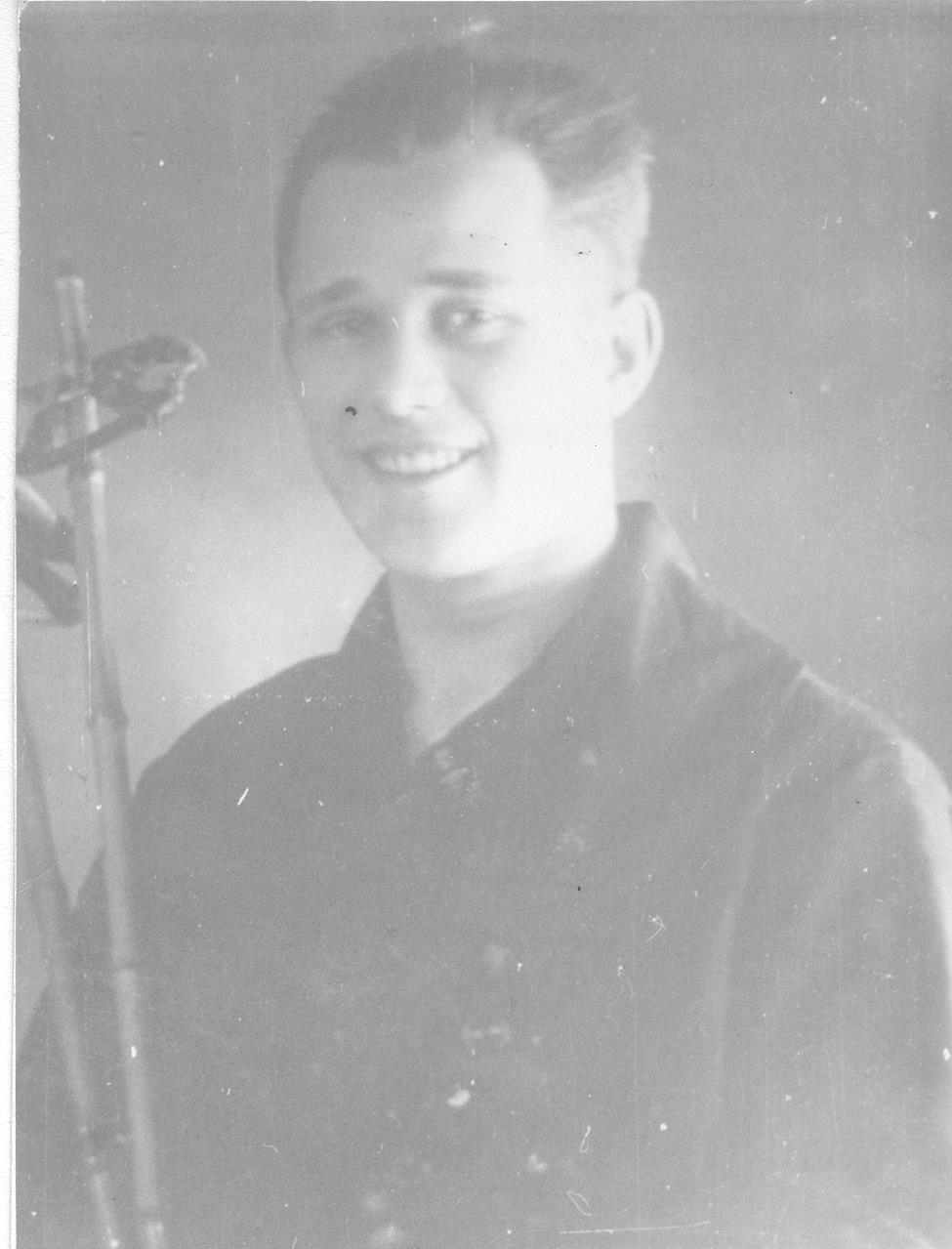
А. С. Константинов перед лыжными соревнованиями

…И вот, как может некоторым показаться странным, у нас с Константиновым, несмотря на то, что мы были конкуренты, как-то установились приятельские отношения, перешедшие в дружбу, которая продолжается до сих пор (в 1989 году).
— Оружейный журнал «Мастер Ружьё». Март 2015.

### Увлечения
Александр Семёнович ещё в детстве самостоятельно освоил и всю молодость увлекался многими видами спорта: метанием диска, молота и ядра, боксом, плаванием. Но особенно любил лыжный спорт. Он неоднократно участвовал в марафонских гонках на первенство города Коврова, Владимирской области и РСФСР, таких как Иваново-Владимир, Ярославль-Владимир. По результатам соревнований регулярно входил в число призёров. Лыжи, смазку, костюм, спортивное питание — всё готовили спортсмены самостоятельно. Из-за отсутствия финансовой поддержки А. С. Константинов с большим сожалением был вынужден оставить учёбу в Ленинградском институте физкультуры и спорта, куда он без труда поступил. Даже в последние годы жизни Александр Семёнович старался не забывать лыжи. Его ход отличался исключительной ритмичностью и стабильностью на любых по сложности трассах. Он очень любил семейные пригородные лесные прогулки на лыжах с детьми до самой старости.
Летом занимался плаваньем и рыбалкой. По воспоминаниям дочери Галины, в её детстве они часто выезжали на велосипеде порыбачить на озёра и речки в окрестностях Коврова. Она сидела на раме его велосипеда, а когда надо было перебраться на другой берег реки Уводи, Александр Семёнович сначала брал велосипед на вытянутую руку и переплывал реку с ним, после чего возвращался за дочкой и опять на поднятой руке с ней переплывал на другой берег.

## Вклад в разработку оружия
Как было сказано, А. С. Константинов не занимал первых мест в проводившихся конкурсах по созданию новых конструкций оружия. Тем не менее, его разработки подталкивали других именитых конструкторов к постоянному совершенствованию своих образцов. Поэтому российская система стрелкового вооружения во многом обязана своим совершенством в том числе и Александру Семёновичу Константинову.
В 1984-м году был разработан 5,45-миллиметровый автомат конструкторов Б. А. Гарева и С. И. Кокшарова — по сути, модернизированный вариант автомата системы Константинова СА-006. Это оружие получило обозначение АЕК-971. Автомат в нескольких различных модификациях принят на вооружение в подразделениях МВД и других силовых ведомств России.
В техноцентре ковровского завода имени Дегтярёва бережно сохраняются опытные образцы оружия Константинова, а также подробные описания образцов, дошедших до наших дней в металле и дереве.
Наиболее известные образцы вооружения, разработанные А. С. Константиновым:
- 7,62-мм ручной пулемёт Константинова 2Б-П-40.
- 7,62-мм автомат Константинова 2Б-A-40 со штыком
- 7,62-мм ручной пулемёт Константинова 2Б-П-30.
- 7,62-мм снайперская самозарядная винтовка Константинова.
- 5,45-мм автомат Константинова СA-006
- 5,45-мм малогабаритный автомат Константинова АЕК-958.

## Награды
- Орден Ленина.
- Орден Трудового Красного Знамени.
- Знак почёта
- Медаль "Ветеран труда"
- Юбилейная медаль «Тридцать лет Победы в Великой Отечественной войне 1941—1945 гг.»
- Юбилейная медаль «Сорок лет Победы в Великой Отечественной войне 1941—1945 гг.»
- Медаль «За доблестный труд. В ознаменование 100-летия со дня рождения Владимира Ильича Ленина»
- Медаль «За доблестный труд в Великой Отечественной войне 1941—1945 гг.»

## Семья

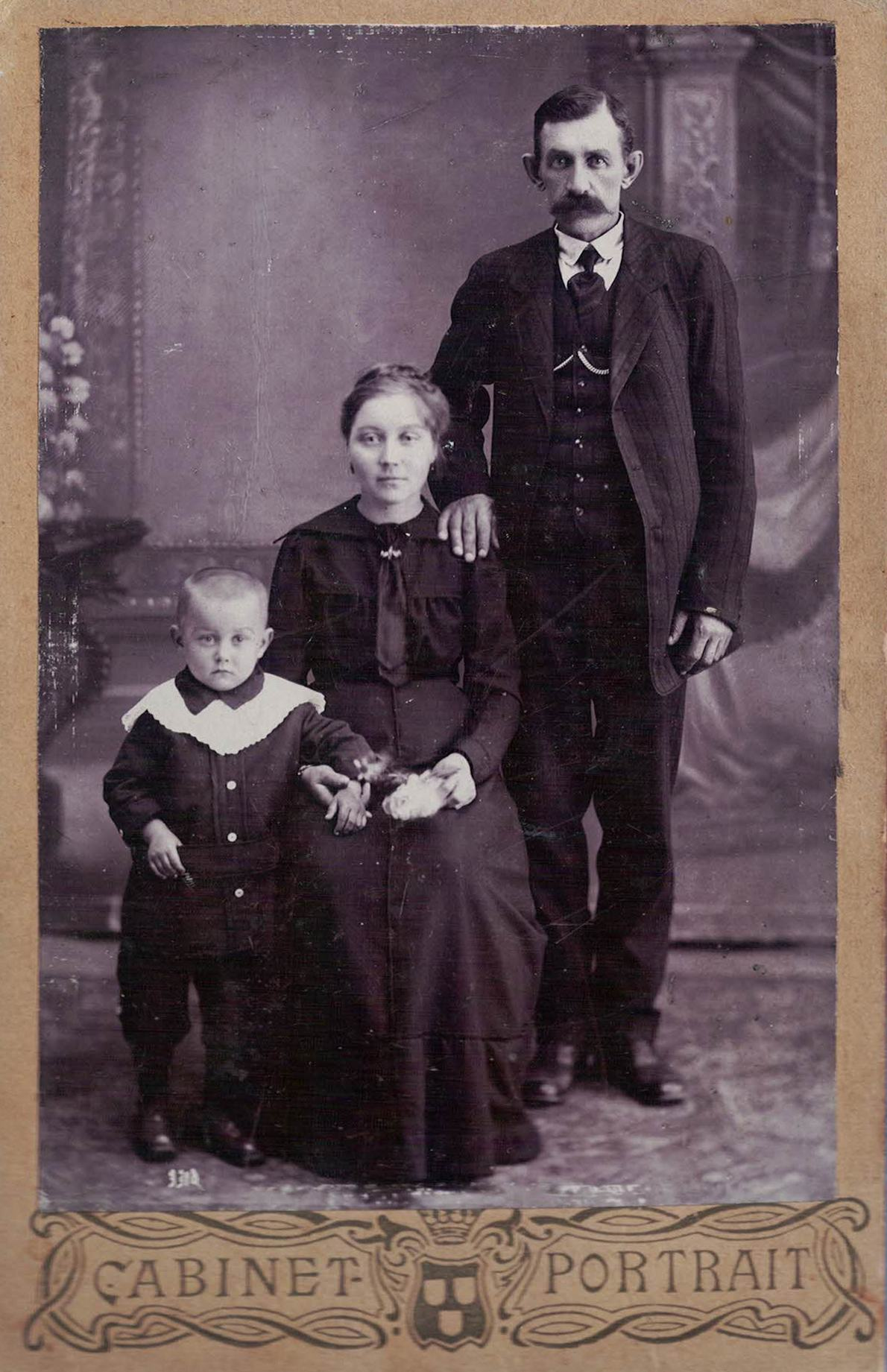
А. С. Константинов с родителями С. И. Константиновым и С. В. Константиновой

- Отец — Константинов Семён Иванович. До революции — рабочий на мытищинском вагоностроительном заводе, позже мастеровой службы тяги Ковровских железнодорожных мастерских. Позже работал на заводе им. Дегтярёва литейщиком, а затем мастером в литейном цехе. Был одним из первых большевиков Ковровского уезда. Награждён медалью «За трудовое отличие».
- Мать — Константинова Секлетея Васильевна
- Брат, Константинов Владимир Семёнович[8], 1924 г. р. погиб 15 апреля 1945 года под селом Осины в Польше. Награждён орденом Отечественной войны II степени (посмертно).
- Брат Константинов Виктор Семёнович
- Сестра Константинова (Хитрина) Лидия Семёновна
- Жена Белова Зинаида Терентьевна
  - Сын — Константинов Владимир Александрович
  - Дочь — Константинова (Исаева) Галина Александровна